# Estação Maracanã (1885)
Maracanã foi uma estação ferroviária de trens suburbanos da Zona Norte do Rio de Janeiro, que fazia parte da Linha Deodoro do sistema de Trens Urbanos do Rio de Janeiro. Funcionou de 1885 até 2013, quando foi fechada para as obras de remodelação das vias e a construção do novo terminal integrado à estação do metrô, inaugurado em 2014.

## História

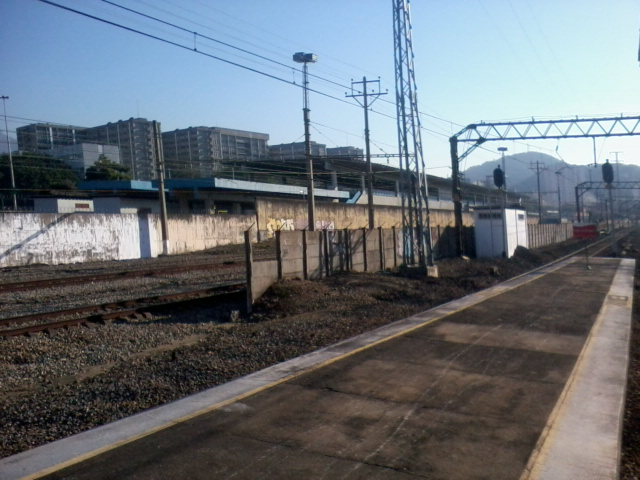
A estação do Metrô vista da plataforma da estação da SuperVia

Era conhecida como Estação Derby Clube até 1950, devido ao nome do clube de hipismo que existia antes da construção do Estádio do Maracanã. Apesar de estar perto de uma estação do metrô, inaugurada em 1981, ela não fazia integração. Geralmente era usada, por sua proximidade com o estádio, por torcedores que iam acompanhar os jogos. Possuía apenas uma entrada pela Avenida Radial Oeste.
Em 17 de agosto de 2013, a estação foi fechada para as obras de remodelação das vias e a construção de um novo terminal integrado com a estação da Linha 2 do Metrô e também com todas as linhas que partem da Estação Central do Brasil, visando a Copa do Mundo FIFA de 2014 e os Jogos Olímpicos de Verão de 2016. A nova edificação entrou em operação em junho de 2014, atendendo os torcedores que foram assistir os jogos da Copa, e foi oficialmente reinaugurada em 2 de julho.

## Plataformas

### Dias Úteis
Plataforma 1a: Utilizada para trens com destino a Deodoro, Campo Grande e Bangu

Plataforma 1b: Utilizada para trens com destino a Central do Brasil (parador)

### Sábado
Plataforma 1a: Utilizada para trens com destino a Bangu e Santa Cruz

Plataforma 1b: Utilizada para trens com destino a Central do Brasil (parador)

### Domingos e Feriados
Plataforma 1a: Utilizada para trens com destino a Japeri e Santa Cruz

Plataforma 1b: Utilizada para trens com destino a Central do Brasil (parador)